# Namchondorim-dong
Namchondorim-dong (koreanska: 남촌도림동) är en stadsdel i staden Incheon i den nordvästra delen av Sydkorea, 28 km väster om huvudstaden Seoul. Den ligger i stadsdistriktet Namdong-gu.